# La música del hambre
Ritournelle de la faim es el título de una novela escrita en francés por el autor francés Jean-Marie Gustave Le Clézio, laureado Nobel.

## Argumento
Ambientado en París en la década de 1930, narra la historia de Ethel, una joven que debe salvarse a sí misma y a sus padres, desgarrada por la política de la época y por el odio que se tienen.